# هیشی موچی
هیشی موچی (به ژاپنی: 菱餅 ひしもち Hishi mochi) یکی از انواع واگاشی (شیرینی ژاپنی) است که در جشن دختران یا هیناماتسوری تهیه می‌شود.